# Aega tridens
Aega tridens är en kräftdjursart som beskrevs av Leach 1815. Aega tridens ingår i släktet Aega och familjen Aegidae. Arten är reproducerande i Sverige. Inga underarter finns listade i Catalogue of Life.